# (826) Генрика
(826) Генрика (лат. Henrika) — астероид главного пояса, открытый 28 апреля 1916 года немецким астрономом Максом Вольфом в обсерватории Гейдельберг.
Какое-либо совпадение имени этого астероида с конкретной личностью или определённым событием неизвестно.